# Anteias
Anteias o Antias (Ἀντείας or Ἀντίας), fou un dels tres fills d'Odisseus i Circe. La ciutat d'Anteia a Itàlia va agafar el seu nom.